# 克茨河
48°24′36.5″N 10°17′5″E / 48.410139°N 10.28472°E
克茨河（德語：Kötz），是德國的河流，位於該國東南部，由巴伐利亞負責管轄，屬於金茨河的左支流，河道全長13.2公里，流域面積35平方公里，河畔城鎮有伊興豪森和克茨。